# هند الحسيني
هند طاهر الحسيني (25 أبريل 1916-13 سبتمبر 1994) هي أحد أعلام التربية والإجتماع في فلسطين، ومربية فاضلة وامرأة مناضلة، كرّست حياتها لخدمة شعبها ورعاية الأيتام والفقراء وأبناء الشهداء، فكانت نموذجاً فريداً للمربية والمعلمة والأم المخلصة لأمتها ووطنها.

## نشأتها
ولدت في القدس الشريف، توفي والدها وعمرها سنتان، درست في مدرسة البنات الإسلامية، وأنهت دراستها الإبتدائية عام 1932، ثم إلتحقت بالكلية الإنجليزية للبنات، وأنهت دراستها الثانوية عام 1937، ودرست آداب اللغتين العربية والإنجليزية عام 1938 دراسة خاصة، ثم عملت مدرسة في مدرسة البنات الإسلامية لمدة سنة دراسية، وتوقفت عن التدريس إثر اندلاع الحرب العالمية الثانية لفترة قصيرة، ثم واصلت التدريس حتي نهاية عام 1945.

## مساهماتها المجتمعية
- أنشأت هند جمعية التضامن الاجتماعي النسائي في القدس، والتي نشرت فروعها في أنحاء فلسطين حتى وصل عددهم إلى 22 فرعاً، حيث بدأت مرحلة العمل الإجتماعي التطوعي بعد أن تركت مهنة التعليم في عام 1945. فقامت مع مجموعة من النساء بدراسة أحوال النساء والأطفال في المدن والقرى، فقاموا بتنظيم جمعيات محلية، وإنشاء روضات للأطفال، ومراكز لمكافحة الأمية وتعليم الخياطة في عدد من المدن والقرى الفلسطينية لدعمهم.[7]
- قامت هند وبمساعدة عدنان التميمي بجمع 55 طفلاًً وطفلة من أيتام دير ياسين ووضعتهم في غرفتين في سوق الحصر بالبلدة القديمة، ولم يكن في جعبتها وقتها سوى 138 جنيهاً فلسطينياً وآلت على نفسها أن تعيش بهم أو تموت بهم، بعد بدأ حرب النكبة 1948 وتقطع أوصال البلاد، توقفت الجمعيات عن العمل وحدث الكثير من المآسي والمذابح، والتي كان أكثرها وحشية مذبحة دير ياسين.[8][9] فكانت تلك بذرة تأسيس مؤسسة دار الطفل العربي في القدس عام 1948. ولما إنتظمت المدارس قامت هند بتوزيع الأطفال الذين جمعتهم على الصفوف المناسبة لسنهم لتلقي العلم، ثم وجدت أن الأنسب لهم فتح صفوف دراسية في حرم المنزل الذي يقيمون فيه، فإستخدمت الكراج واصطبل الخيل كصفوف مؤقتة تحت إشرافها المباشر. وفي عام 1961 تمكنت من بناء الطابق الأول من بناية المدرسة، وتم بناء عمارة الأطفال من التبرعات في عام 1970.[10][11]
- أسست هند الحسيني كلية هند الحسيني للبنات في حي الشيخ جراح بالقدس عام 1983، وهي الكلية الوحيدة في فلسطين التي تستقبل طالبات فقط ؛ ولهذا فقد تميزت بتخريج العديد من القيادات النسوية اللواتي عملن ويعملن في المجالات التربوية والتنموية في مدينة القدس تحديداً وفي فلسطين والخارج. وقد كان المبنى التابع لمؤسسة دار الطفل العربي، وقد إستضاف الأطفال الأيتام الذين أستشهد أهاليهم في العام 1948 في دير ياسين.[12][12][13]

- كانت هند تدور بمركبة خاصة لدار الطفل على القرى كي تجمع الأيتام وتأتي بهم إلى مؤسستها، التي كانت تحتضنهم فيها في بعض الأحيان مع أمهاتهم، تدرجت المؤسسة حتى أصبحت تشكل حياً تعليمياً كاملاً يضم الحضانة، وبساتين الأطفال، والمرحلتين الإعدادية والثانوية، وقسم الكمبيوتر، والسكرتاريا، ومكافحة الأمية، والخياطة، والتدبير المنزلي. كما أسست هند عام 1960 في المؤسسة متحفاً للتراث الشعبي الفلسطيني، ضم قطعاً أثرية ثمينة وأدوات حرفية تقليدية وأزياءً شعبية مطرزة من مناطق مختلفة في فلسطين، ودأبت باستمرار على إثراء مقتنيات هذا المتحف. وخلال العدوان الإسرائيلي في حزيران/ يونيو 1967، حوّلت هند الحسيني مقر دار الطفل العربي مستوصفاً لعلاج الجرحى، ولم يسلم المقر من إعتداء القوات الإسرائيلية، إذ تم قصفه وتدمير نصفه بالكامل، غير أن الصليب الأحمر النرويجي قام بالمساعدة في إعادة بنائه.[14]
- قامت هند الحسيني بمعاونة إسحق موسى الحسيني بتأسيس مكتبة في "مركز إسعاف النشاشيبي للثقافة والفنون" عام 1982 بعد أن كان بيت الأديب الفلسطيني إسعاف النشاشيبي، وتمّ إعداده مركزاً للأبحاث الإسلامية ومعهداً عالياً. كما ضمّت المكتبة آلاف كتب التراث العربي الإسلامي. في العام نفسه أنشأت هند "كلية هند الحسيني للآداب للبنات"، التي انضمت سنة 1995 إلى جامعة القدس في أبو ديس، وصارت تمنح درجة بكالوريوس في الآداب، وبدأت هذه الكلية بثلاث دوائر رئيسية هي: دائرة الخدمة الإجتماعية، ودائرة اللغة العربية وآدابها، ودائرة اللغة الإنكليزية وآدابها. ثم تأسست فيها دائرتان جديدتان هما: دائرة التاريخ، ودائرة التربية الإبتدائية ورياض الأطفال.[15][16]

- شاركت في عدد من مؤتمرات خبراء التدريب المهني ودور المرأة في النهوض بالمجتمع والدراسات الإجتماعية في لبنان ودمشق وسلطنة عمان، كما حصلت على عدة أوسمة على نشاطها الإجتماعي الرائد. ولما شعرت أنها بحاجة إلي معلومات تربوية وإجتماعية أوسع وأحدث لتعينها على حمل مسؤولية الأجيال، إلتحقت بـجامعة هامبورغ، ألمانيا، ثلاث سنوات متتالية. وبالإضافة إلي مسؤوليتها عن دار الطفل العربي، فقد شاركت هند في عضوية العديد من الهيئات الإجتماعية والتعليمية.
- هي من مؤسسي جمعية المقاصد الخيرية في القدس ورئيسة مجلس أمناء كلية الآداب للبنات، جامعة القدس، وعضو مجلس إدارة جمعية المشروع الإنشائي، وجمعية اليتيم العربي، والفتاة اللاجئة، ومجلس أمناء جامعة القدس.[17]
- إلتحقت بـجامعة هامبورغ، ألمانيا، ثلاث سنوات متتالية، بعد أن شعرت أنها بحاجة إلي معلومات تربوية وإجتماعية أوسع وأحدث لتعينها على حمل مسؤولية الأجيال، بالإضافة إلي مسؤوليتها عن دار الطفل العربي، فقد شاركت هند في عضوية العديد من الهيئات الإجتماعية والتعليمية.

## عُضويتها
1. عضو في مجلس إدارة الفتاة اللاجئة.
2. عضو في مجلس إدارة جمعية المشروع الإنشائي.
3. من مؤسسي جمعية المقاصد الخيرية.
4. عضو في مجلس إدارة اليتيم العربي.
5. عضو في مجلس أمناء جامعة القدس.
6. رئيسة مجلس أمناء كلية الآداب للبنات-جامعة القدس.[18]

## المؤتمرات التي شاركت بها
1. مؤتمر خبراء التدريب المهني للشرق الأوسط عقد في لبنان عام 1953 وقدمت فيه تجربتي: دار الطفل والحقل الإجتماعي.
2. مؤتمر دور المرأة في النهوض بالمجتمع والدراسات الإجتماعية في لبنان ودمشق وسلطنة عمان.
3. حلقة الدراسات الإجتماعية الثالثة للدول العربية في دمشق عام 1952 بصفة مراقب.
4. حلقة الدراسات الإجتماعية للدول العربية في عمان تنظيم جامعة الدول العربية عام 1956.
5. الحلقة الدراسية عن دور المرأة الريفية وإشتراكها في برنامج النهوض بالمجتمع الريفي عام 1959 وكان موضوعي الجمعيات الخيرية في ميدان العمل تنظيم جامعة الدول العربية.

## أوسمتها
1. حصلت على وسام من البابا بمناسبة زيارة البابا بولص الرابع للقدس عام 1964.
2. حصلت على وسام اديلاي ويستوري التقديري الإيطالي للسيدات الرائدات في العالم عام 1980.
3. حصلت على وسام الكوكب الأردني للخدمة الاجتماعية عام 1983.
4. حصلت على وسام الدرجة الأولى من الحكومة الاتحادية الألمانية عام 1989.

## من أقوالها
"لم يكن في جعبتي حينها، سوى 138 جنيهاً فلسطينيًا، فآليت على نفسي أن أعيش بهم والأطفال، أو أن أموت معهم، إذ تصورت وكأن الشعب الفلسطيني سوف يمحى وينقرض لو مات الأطفال.. لا وألف لا.." 

## وفاتها
توفيت هند في سنة 1994، في القدس ودفنت فيها.

## أنظر أيضًا
- جورجيت رزق
- ميرال فيلم يعرض مقتطفات من قصة حياة هند الحسيني.